# Олікова Марія Олександрівна
Олікова Марія Олександрівна ( 23 вересня 1941 — †23 лютого 2012) — кандидат філологічних наук, професор.

## Біографія
З 1965 р. після закінчення факультету іноземних мов Львівського державного університету ім. І. Франка працювала в Луцькому педагогічному інституті (після реорганізації - у Волинському національному університеті імені Лесі Українки).
08.02.1977р. — 15.09.1977р. — доцент кафедри англійської мови.
15.09.1977р. — 01.02.2001р. — завідувач кафедри англійської філології.
З 01.03.2001 р. — професор кафедри англійської філології.
З 2006 до лютого 2012 р. завідувала кафедрою прикладної лінгвістики Волинського національного університету імені Лесі Українки.
У 1973 р. закінчила аспірантуру при Київському державному інституті іноземних мов і захистила кандидатську дисертацію на тему «Обращения в современном английском языке (опыт структурно-семантического и социолингвистического анализа)».

## Наукова і викладацька діяльність
Пройшла стажування в Кембріджському університеті (Велика Британія), університеті штату Меріленд (США), МДУ ім. Ломоносова, Московському інституті іноземних мов ім. Моріса Тореза, Київському національному університеті, інституті ім. Джона Кеннеді в Берліні (Німеччина). Читала теоретичні курси зі стилістики, теорії і практики перекладу, соціолінгвістики, з сучасних лінгвістичних течій, зокрема на запрошення ректорату – у Гуманітарному інституті м. Замосць (Польща).
На рідному факультеті романо-германської філології ВНУ імені Лесі Українки очолювала наукову школу з гендерної лінгвістики. Під її керівництвом захистили кандидатські дисертації 6 аспірантів (Киричук Л., Тарнавська О., Карпчук А., Семенюк А., Гошилик Н., Палійчук А.). Систематично опонувала кандидатські дисертації з проблем гендерної лінгвістики, невербальних засобів комунікації, дискурсології.
Має більше 80 наукових праць. Серед них — навчальні посібники з грифом Міністерства освіти і науки України "Теорія і практика перекладу" (Луцьк, 2000), "Соціолінгвістика" (Луцьк, 1997).

## Нагороди
Нагороджена численними державними нагородами: почесними грамотами університету та міської ради, Почесною грамотою Верховної Ради України, нагрудним знаком «Відмінник народної освіти України».

## Друковані праці
- Оликова М. А. Обращение в современном английском языке. — Львів: Вища школа, 1979.
- Олікова М. О. Соціолінгвістика. — Київ: [б.в.], 1997.
- Олікова М. О. Теорія і практика перекладу: навчальний посібник для студентів ВНЗ. — Луцьк: Вежа, 2000.
- Олікова М. О. Переклад як взаємодія двох культур // Вісник Сумського державного університету. Серія Філологія, 2007. — № 1. т.2 — с. 141-144.http://visnyk.sumdu.edu.ua/arhiv/2007/1(102_2)/27_Olikova.pdf
- Олікова М. О. Когнітивно-комунікативні характеристики еліпсису // Філологічні трактати. — Суми: Видавництво СумДУ, 2012. - т.4, №1. - с. 69-72.